# 陈伯禄
陈伯禄（1905年—1976年），中国人民解放军将领、中国人民解放军开国少将。
曾任天津公安总队政委。1955年，授予中国人民解放军少将。